# アルボーリオ
アルボーリオ（伊: Arborio）は、イタリア共和国ピエモンテ州ヴェルチェッリ県にある、人口約900人の基礎自治体（コムーネ）。

## 地理

### 位置・広がり
| 隣接するコムーネは以下の通り。括弧内のNOはノヴァーラ県所属を示す。 - ギズラレンゴ - グレッジョ - ランディオーナ (NO) - レチェット (NO) - ロヴァゼンダ - サン・ジャーコモ・ヴェルチェッレーゼ - シッラヴェンゴ (NO) - ヴィコルンゴ (NO) - ヴィッラルボイト |